# Onthophagus malasiacus
Onthophagus malasiacus är en skalbaggsart som beskrevs av Gillet 1927. Onthophagus malasiacus ingår i släktet Onthophagus och familjen bladhorningar. Inga underarter finns listade i Catalogue of Life.